# 비래사
비래사는 대전광역시 대덕구 비래동에 있는 절이다. 2017년 1월 19일 전통사찰보존법에 의거 대전광역시장이 전통사찰로 등록되었다.

## 전통사찰 등록 내용
- 등록번호 : 대전광역시 제5호
- 사찰명 : 대한불교조계종 비래사
- 소재지 : 대전광역시 대덕구 비래골길47-74(비래동)
- 주지성명(법명) : 김규일(慧門)
- 창립년월일 : 조선중기 (1639년)
- 등록연월일 : 2017.1.19

## 소장 문화재
- 대전 비래사 목조비로자나불좌상 (보물 제1829호)